# Aurrera Kirol Elkartea
El Aurrera Kirol Elkartea es un club deportivo de la ciudad de Ondárroa (Vizcaya), en el País Vasco (España). Fue fundado en 1921 y juega actualmente en la División de Honor de Vizcaya, tras descender en la temporada 2023-2024 del Grupo IV de la Tercera Federación.
En la temporada 1990-1991 participó en la Copa del Rey, siendo eliminado en primera ronda por el Basconia tras empatar a uno en la ida y ganar el conjunto de Basauri por 1-3 en la vuelta.
En la temporada 2015-2016 ascendió de nuevo a Tercera División después de ganar su cuarto título de la División de Honor Regional de Guipúzcoa.
Para la temporada 2016-2017, la número 31 del equipo en Tercera, Mikel Etxaburu decidió no renovar como entrenador del Aurrerá, dejando vía libre a que su segundo, Joseba Plaza, ocupara el banquillo.
Esa misma temporada, los malos resultados del equipo le llevaron a confirmar, en la última jornada, su descenso a la liga regional, en la que debutó Ibon López como técnico de los ondarrutarras.
Descendido a la División de Honor de Vizcaya, en la temporada 2019-20, a comienzos de marzo de 2020 el equipo lideraba la clasificación (jornada 25), donde no conocía la derrota desde la jornada 3. Con motivo de la paralización deportiva en todo el país debido a la pandemia de enfermedad por coronavirus se decidió clausurar la competición con 24 partidos jugados(quedando 10 por disputar), siendo el Aurrerá el líder provisional hasta el momento. Tras anularse la continuación de la temporada, se decidió que los líderes de las divisiones ascendieran en sus respectivas regiones, volviendo el Aurrerá a la Tercera División de España.

## Evolución por temporadas
| Temporada | División   | Puesto | Copa del Rey |
| --------- | ---------- | ------ | ------------ |
| 1927–1963 | Regional   | —      |              |
| 1963/64   | 3.ª        | 12º    |              |
| 1964/65   | 3.ª        | 14º    |              |
| 1965–1978 | Regional   | —      |              |
| 1978/79   | 3.ª        | 8º     |              |
| 1979/80   | 3.ª        | 11º    |              |
| 1980/81   | 3.ª        | 4º     |              |
| 1981/82   | 3.ª        | 2º     |              |
| 1982/83   | 3.ª        | 5º     |              |
| 1983/84   | 3.ª        | 7º     |              |
| 1984/85   | 3.ª        | 17º    |              |
| 1985/86   | Preferente | 1º     |              |
| 1986/87   | 3.ª        | 9º     |              |
| 1987/88   | 3.ª        | 2º     |              |
| 1988/89   | 3.ª        | 13º    |              |
| 1989/90   | 3.ª        | 2º     |              |
| 1990/91   | 3.ª        | 7º     |              |
| 1991/92   | 3.ª        | 9º     |              |
| 1992/93   | 3.ª        | 5º     |              |
| 1993/94   | 3.ª        | 9º     |              |
| 1994/95   | 3.ª        | 14º    |              |
| 1995/96   | 3.ª        | 9º     |              |
| 1996/97   | 3.ª        | 6º     |              |
| 1997/98   | 3.ª        | 12º    |              |
| 1998/99   | 3.ª        | 10º    |              |
| 1999/2000 | 3.ª        | 11º    |              |

| Season  | Division              | Place     | Copa del Rey |
| ------- | --------------------- | --------- | ------------ |
| 2000/01 | 3.ª                   | 4º        |              |
| 2001/02 | 3.ª                   | 5º        |              |
| 2002/03 | 3.ª                   | 9º        |              |
| 2003/04 | 3.ª                   | 15º       |              |
| 2004/05 | 3.ª                   | 10º       |              |
| 2005/06 | 3.ª                   | 19º       |              |
| 2006/07 | Preferente            | 13º       |              |
| 2007/08 | Preferente            | 5º        |              |
| 2008/09 | Preferente            | 12º       |              |
| 2009/10 | Div. de Honor         | 2º        |              |
| 2010/11 | Div. de Honor         | 10º       |              |
| 2011/12 | Div. de Honor         | 8º        |              |
| 2012/13 | Div. de Honor         | 15º       |              |
| 2013/14 | Div. de Honor         | 6º        |              |
| 2014/15 | Div. de Honor         | 1º        |              |
| 2015/16 | 3.ª                   | 17º       |              |
| 2016/17 | 3.ª                   | 18º       |              |
| 2017/18 | Div. de Honor         | 13º       |              |
| 2018/19 | Div. de Honor         | 4º        |              |
| 2019/20 | Div. de Honor         | 1º        |              |
| 2020/21 | 3.ª                   | 8º (SG-A) |              |
| 2021/22 | Tercera División RFEF | 15º       |              |
| 2022/23 | Tercera Federación    | 9º        |              |
| 2023/24 | Tercera Federación    | 17º       |              |
| 2024/25 | Div. de Honor         | 12º       |              |